# Calomicrolaimus parahonestus
Calomicrolaimus parahonestus är en rundmaskart. Calomicrolaimus parahonestus ingår i släktet Calomicrolaimus, och familjen Desmodoridae. Arten är reproducerande i Sverige.